# 1763년
1763년은 토요일로 시작하는 평년이다.

## 연호
- 청(淸) 건륭(乾隆) 28년
- 일본(日本) 호레키(宝暦) 13년
- 후 레 왕조(後黎朝) 까인흥(景興) 24년

## 기년
- 류큐(琉球) 쇼보쿠왕(尚穆王) 12년
- 청(淸) 고종 건륭제(高宗 乾隆帝) 28년
- 조선(朝鮮) 영조(英祖) 39년
- 후 레 왕조(後黎朝) 현종(顯宗) 24년

## 사건
- 2월 15일 - 7년 전쟁 종료
- 파리 강화 조약, 영국 프랑스 식민지 전쟁이 끝남.
- 스페인이 플로리다를 영국에 할양

## 탄생
- 1월 26일 - 스웨덴의 국왕 칼 14세 요한. (~1844년)
- 2월 14일 - 나폴레옹의 라이벌로 지목된 프랑스 장군 장 빅토르 마리 모로. (~1813년)
- 2월 15일 - 이치노세키 번의 5대 번주 다무라 무라스케. (~1808년)
- 6월 23일- 조제핀 드 보아르네, 나폴레옹 1세의 황후.
- 8월 16일 - 요크와 올버니의 공작 프레더릭

## 사망
- 2월 12일 - 프랑스 소설가 피에르 드 마리보
- 11월 23일 - 프랑스 소설가 아베 프레보